# Motobi
Motobi — колишній італійський виробник мотоциклів, який працював з 1950 по 1977 роки. У 2009-му бренд Motobi був запущений знову австрійською компанією «Michael Leeb Trading GmbH» у співпраці з «Demharter GmbH». Станом на серпень 2014 року під брендом випускалось 4 моделі скутерів. З 2010 по 2013 роки Motobi була технічним партнером команди JiR, що брала участь у чемпіонаті світу з шосейно-кільцевих мотоперегонів MotoGP в класі Moto2.

## Історія

### Початок

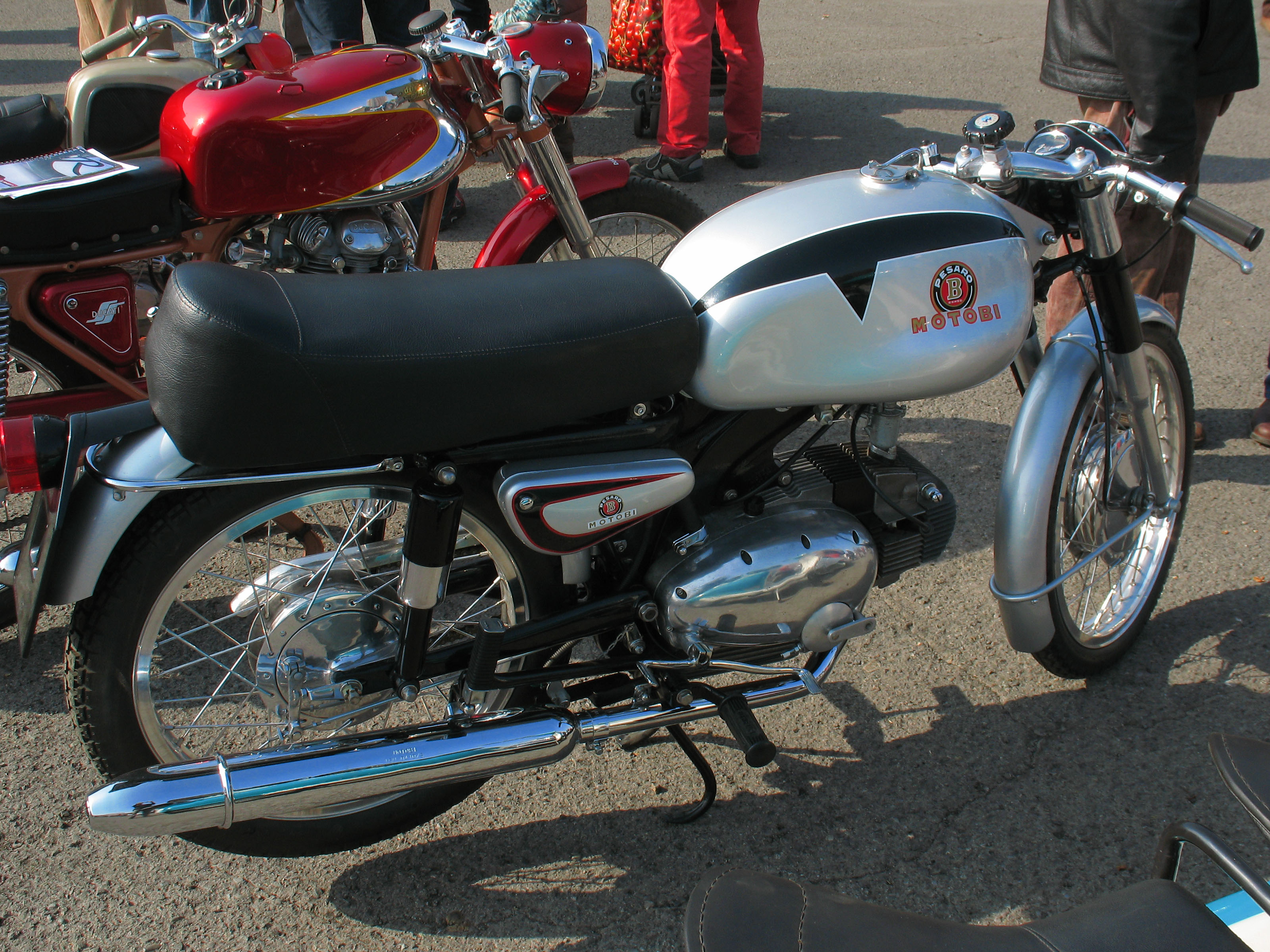
Motobi Pesaro B200, який за форму двигуна отримав в народі назву «яйце»

Витоки «Motobi» походять з відомого італійського виробника мотоциклів «Benelli». У 1949 році, Джузеппе Бенеллі, один із шести братів-засновників Benelli вирішив вийти із сімейного бізнесу та відкрити власну справу. Для цього він заснував у Пезаро власну марку під назвою «Moto 'B' Pesaro», яка у 1950 році була скорочена до «Motobi». Джузеппе почав виробляти невеликі двотактні мотоцикли та скутери. У 1953 році Motobi представила мотоцикл з горизонтальним двотактним двигуном, об'ємом 200 см³ під назвою «B200 Spring Lasting». Його інноваційні тиснена сталева рама і горизонтальне розташування циліндрів стали традиційними для багатьох майбутніх моделей «Motobi». Двигун B200 був сучасним, чистим та обтічним, а за свою характерну форму незабаром отримав в народі назву «яйце». Джузеппе та його сини Луїджі і Марко продовжували роботу над вдосконаленням продуктів «Motobi», випустивши чотиритактний одноциліндровий варіант B200.
Наприкінці 1955 року виробництво двотактного двоциліндрового B200 було зупинено повністю, натомість з'явились дві нові моделі, обидві під назвою «Catria», одна з об'ємом двигуна 125 см³, інша — 175 см³. Обидва мотоцикли були оснащені чотиритактним одноциліндровим двигуном, мали чотири-швидкісну коробку перемикання передач. Над їхньою розробкою працював незалежний інженер П'єро Прамполіні. Ці моделі на наступний рік випередили у продажах на ринку мотоцикл 175cc Chimera Moto Aermacchi (який мав подібну горизонтальну конфігурацію одноциліндрового двигуна).
Незабаром після цього, у 1957 році, Джузеппе Бенеллі помер, залишивши компанію в руках двох його синів. Луїджі зайнявся технічними питаннями, Марко очолив напрямок торгівлі. Разом вони найняли молодого гонщика і розробника Прімо Занзані для еволюції «Catria» у гоночну модель. Мотоцикл здобув популярність у гонщиків італійської напівпрофесійної дорожньо-спортивної серії (італ. Moto Sportive Derivate dalla Serie), де отримав назву «потужне яйце».
У 1959 році «Motobi» запускає скутер з двигуном об'ємом 175 см³, взятим з Catria, який не мав комерційного успіху, оскільки на ринку була доступна аналогічна модель від Lambretta, набагато дешевша.
У цей час економіка США під керівництвом Ейзенхауера демонструвала зростання, продаж мотоциклів був на підйомі. Компанія «Benelli» побачила можливості в Новому Світі, відкривши там представництво. «Motobi», як її молодший брат, розмістився по сусідству.

### Об'єднання з «Benelli»

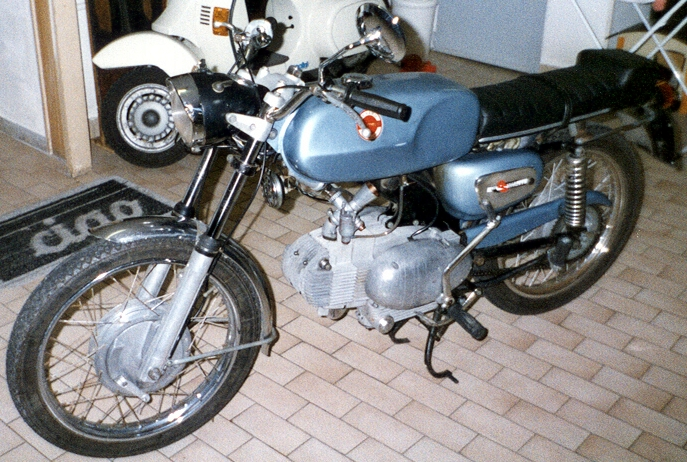
«Motobi Sport Special 125», 2-е покоління — остання модель Motobi

У 1962 році «Motobi» була придбана «Benelli». Спільна компанія отримала назву «Gruppo Benelli-Motobi», в ній працювало близько 550 співробітників, а виробництво досягало 300 мотоциклів на день. Багато з них були експортовані в США під маркою «Benelli». Першим спільним продуктом стала модель «Sprite» 1963 року з діапазоном двигунів від 125 до 200 см³, яка замінила «Imperial» і «Catria».
У 1968 році була запущена серія Sport Special, обладнана класичним одноциліндровим «яйцем» з об'ємом від 125 до 250 см³. Мотоцикл випускався як під брендом «Benelli», так і «Motobi». Він став останньою реальною моделлю «Motobi».
У 1977 році виробництво «Motobi», яка поступово стала дублікатом «Benelli», припинилося.

### Відродження бренду
У 2003 році власником торгової марки «Motobi» став Андреа Мерлоні, який хотів відродити бренд для випуску скутерів, які до цього вироблялись під брендом «Benelli». Однак криза у компанії перешкодила реалізації проєкту.
У 2009 році австрійська компанія «Michael Leeb Trading GmbH», яка продає моделі велосипедів, мопедів і мотоциклів, представила бренд «Moto B — Motobi».

## Участь у MotoGP

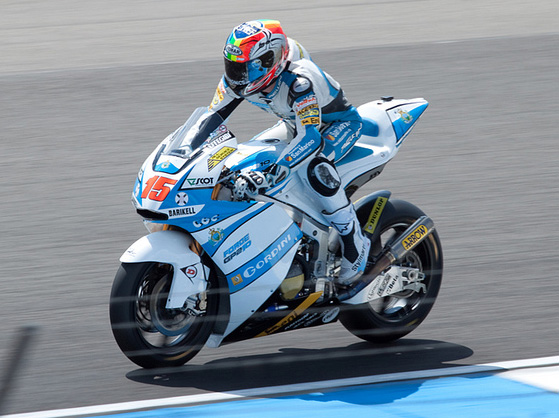
Алекс де Анджеліс на Motobi, Гран-Прі Нідерландів, 2010 рік

Австрійський власник бренду «Motobi» з 2010-го став спонсорами команди Jir, яка брала участь у чемпіонаті світу з шосейно-кільцевих мотоперегонів MotoGP в класі Moto2 з мотоциклом TSR 6 (від Technical Sports Racing).
Перший рік існування проєкту став для нього найуспішнішим: «Motobi» посіла четверте місце у заліку виробників, а гонщик команди Сімоне Корсі завершив чемпіонат на 5-у місці. Протягом сезону пілоти команди загалом здобули 5 подіумів, а Алекс де Анджеліс на Гран-Прі Австралії здобув дебютну перемогу для команди.
Наступного сезону результати команди були аналогічними до попередніх: 4 місце в заліку виробників та 5-е місце Алекса де Анджеліса у загальному заліку. Єдина перемога для команди у сезоні знову відбулась у Австралії.
У сезоні 2012 результати команди погіршились: лише 6-е місце в заліку виробників. Найкращий серед гонщиків команди Йоан Зарко фінішував у загальному заліку на 10-у місці. Щоправда, француз завоював титул новачка року «Rookie of the Year».
Сезон 2013, який поки став останнім для «Motobi» у MotoGP, виявився для неї найгіршим: гонщик команди Майк Ді Меліо лише у трьох гонках приїжджав у очковій зоні, що дозволило йому зайняти лише 20-е місце у загальному заліку, а команді — зайняти 5-е місце у заліку виробників (з 5-и).